# Legends of the Summer
Tournées par Justin Timberlake
FutureSex/LoveShow
(2007)
Legends of the Summer est une tournée musicale de Justin Timberlake et Jay-Z. 

## Dates et lieux des concerts
| Date             | Ville         | Pays       | Salle              |
| ---------------- | ------------- | ---------- | ------------------ |
| Amérique du Nord |               |            |                    |
| 17 juillet 2013  | Toronto       | Canada     | Centre Rogers      |
| 19 juillet 2013  | New York      | États-Unis | Yankee Stadium     |
| 20 juillet 2013  | New York      | États-Unis | Yankee Stadium     |
| 22 juillet 2013  | Chicago       | États-Unis | Soldier Field      |
| 26 juillet 2013  | San Francisco | États-Unis | Candlestick Park   |
| 26 juillet 2013  | Los Angeles   | États-Unis | Rose Bowl Stadium  |
| 31 juillet 2013  | Vancouver     | Canada     | BC Place Stadium   |
| 4 août 2013      | Hershey       | États-Unis | Hersheypark        |
| 6 août 2013      | Détroit       | États-Unis | Ford Field         |
| 8 août 2013      | Baltimore     | États-Unis | M&T Bank Stadium   |
| 10 août 2013     | Boston        | États-Unis | Fenway Park        |
| 11 août 2013     | Boston        | États-Unis | Fenway Park        |
| 13 août 2013     | Philadelphie  | États-Unis | Citizens Bank Park |
| 16 août 2013     | Miami         | États-Unis | Sun Life Stadium   |